# Максимова (Пермский край)
Максимова — деревня в Кудымкарском районе Пермского края. Входила в состав Ошибского сельского поселения. Располагается на реке Весым севернее от города Кудымкара. Расстояние до районного центра составляет 41 км. По данным Всероссийской переписи населения 2010 года, в деревне проживало 8 человек (3 мужчины и 5 женщин).

## История
По данным на 1 июля 1963 года, в деревне проживало 35 человек. Населённый пункт входил в состав Трапезниковского сельсовета.